# Callum Ilott
Callum Benjamin Ilott, född 11 november 1998 i Cambridge i Storbritannien, är en engelsk racingförare som tävlar för Jota Sport i FIA World Endurance Championship 2024 och kommer under 2025 tävla i IndyCar med Prema. Ilott var medlem i Ferrari Driver Academy mellan åren 2017-2021.
Ilott började sin karriär 2008 och ansågs 2014 vara en av de bästa unga talangfulla kartingförare i sin generation.

## Formelracing

### Formel 2
Ilott debuterade i Formel 2 redan 2017 när han hoppade in och körde på Silverstone för Trident. Han slutade utanför top-10 i båda loppen.
I slutet av 2018 deltog Ilott i Formel 2 post-season test med Trident och Charouz Racing System. I januari 2019 gick Ilott med i Sauber Junior Team by Charouz tillsammans med Juan Manuel Correa. Han slutade säsongen på en 11:e plats med 74 poäng.

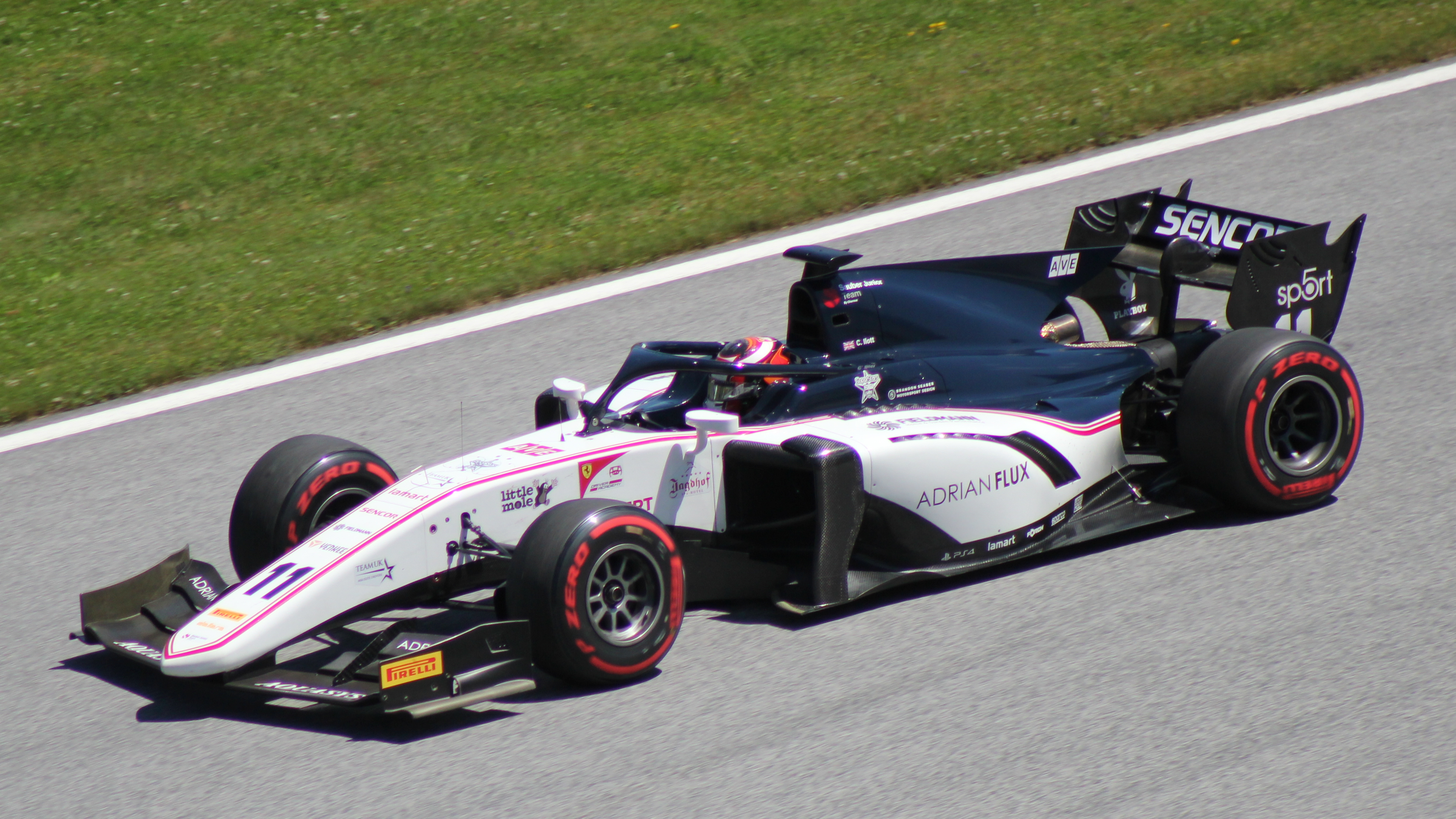
Ilott i FIA F2, Österrike 2019.

I början av 2020 lämnade Ilott Sauber Junior Team och plockades upp av UNI-Virtuosi Racing tillsammans med Zhou Guanyu. Han fortsatte vara en förare för Ferrari Driver Academy. Han tog sin första vinst i Formel 2 vid Red Bull Ring. Inför sista racet meddelade Ilott att han inte skulle fortsätta i Formel 2 eller ta steget upp till Formel 1 kommande år. Ilott slutade säsongen med 3 vinster, 5 pole positions och 6 pallplatser och slutade på en andra plats i mästerskapet, efter FDA-kollega Mick Schumacher.

### Formel 1
Ilott var förare i Red Bulls juniorteam så tidigt som 2015 innan han gjorde sin debut i Formel 3, men tvingades lämna i slutet av säsongen på grund av en vinstfri säsong. Efter att han slutade på en fjärdeplats i Formel 3 säsongen 2017, blev han medlem Ferrari Driver Academy.
Ilott körde sin första Formel 1-bil under ett test mitt i F1-säsongen 2019, på Circuit de Barcelona-Catalunya, när han körde Alfa Romeo Racing C38. Han avklarade 41 varv innan han kraschade i kurva 3. Ilott skulle göra sin debut i första träningspasset vid Eifels Grand Prix 2020 med Haas F1 Team, men på grund av dåligt väder ställdes träningen in och Ilott kunde därmed inte delta.
Under Formel 1-säsongen 2021 var Ilott Ferraris testförare, samt för Alfa Romeo (en roll han delade med Robert Kubica). Ilott hoppade in för Alfa Romeo under två träningspass en i Portugal, samt en i Österrike körandes nr. 98.

## IndyCar

### Juncos Hollinger Racing (2021-2023)

#### 2021
Ilott skrev kontrakt med Indianapolis baserade Juncos Hollinger Racing för de sista tre racen för säsongen 2021. På debuten i Portlands Grand Prix slutade han på en 25:e plats efter ett mekaniskt fel på varv 77 tvingade honom att bryta. Även i säsongens sista race i Long Beach tvingades Ilott bryta av mekaniska skäl.

#### 2022
Den 24 september 2021 meddelade Ilott att han skulle fortsätta med Juncos Hollinger Racing med ett heltidssäte för 2022.
Under den 106:e omgången av Indy 500 bröt Ilott handen efter en krasch och tvingades stå över nästa helgs race i Detroit. Han återvände för Road America, där han slutade på en 11:e plats. På säsongsfinalen vid Laguna Seca kvalade Ilott på en karriärsbästa 2:a plats men tvingades bryta racet med motorproblem.
28 juli 2022 meddelades det att Ilott tecknat en två-årig förlängning med Juncos Hollinger Racing, vilket skulle se honom med teamet fram till slutet av 2024.

#### 2023
Under säsongsöppnaren i St. Petersburg gick Ilott i mål på en karriärsbästa femteplats. Resten av säsongen skulle visa sig vara fylld av många upp- och nedgångar, både på banan men även på sidan av med hans team och teamkollega. Förberedelserna inför Indy 500 lämnade Ilott frustrerad, där han efter under första öppna träningspasset i April kommenterade "I couldn't even go in a straight line. It was like a ping-pong ball across a corridor. Just bouncing, bouncing, so I'm like, 'That's not good…". Frustrationerna fortsatte under resterande träningsdagar i maj innan Juncos Hollinger Racing bestämde sig för att byta chassit och Ilott, trots bara kört 11 varv med det nya chassit, kvalificerade sig på en 28:e plats. Under loppet lyckades Ilott leda ett flertal varv för att sedan gå i mål på en 12:e.
På säsongsfinalen vid Laguna Seca lyckades Ilott replikera sin karriärsbästa femteplats.
Den 26 Oktober meddelade Ilott och Juncos Hollinger Racing att de valt att gå skilda vägar efter mer än två säsonger tillsammans.

### Arrow McLaren (2024)

#### 2024

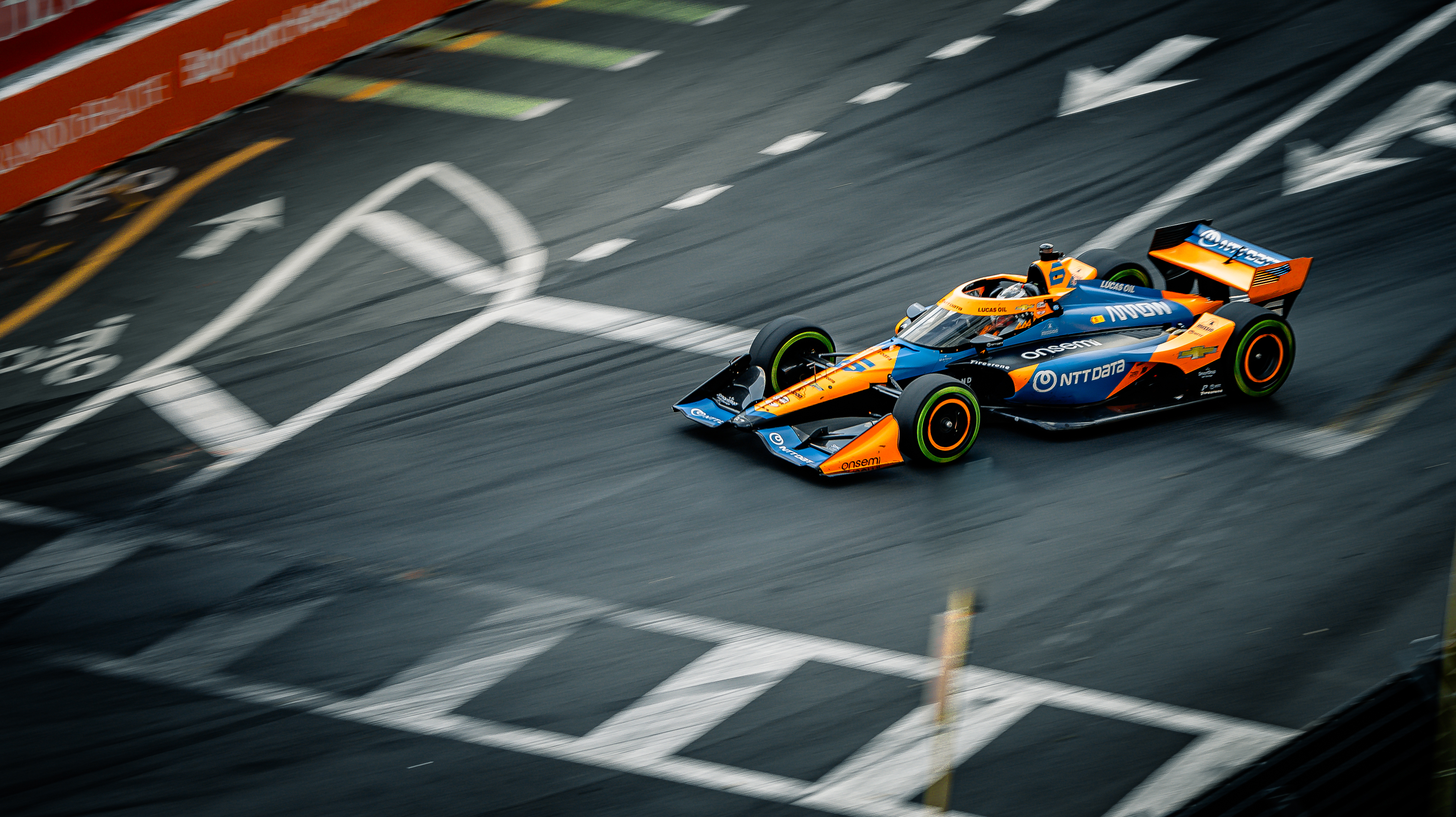
Ilott i St. Petersburg 2024.

Ilott återvände till IndyCar med Arrow McLaren under 2024, när han ersatte skadade David Malukas vid säsongsöppnaren i St. Petersburg. Ilott körde även i Indy 500 för Arrow McLaren, efter att Malukas släppts av teamet i slutet av april, där han gick i mål på en 11:e plats. Ilott hjälpte även Arrow McLaren testa det nya hybridsystemet.

### Prema Racing (2025)
Den 17 september 2024 meddelades det att Ilott kommer vara en del av Premas nya IndyCar-team under 2025. Ilott kommer köra tillsammans med Robert Schwartzman, som meddelades som stallets förare den 5 november 2024.

## Sportvagnsracing

### 2021

#### GT World Challenge Europe Endurance Cup
I februari 2021, skrev Ilott avtal med italienska teamet Iron Lynx för att delta i GT World Challenge Europe Endurance Cup under 2021, körandes nr. 71 Ferrari 488 GT3 med stallkamraterna Antiono Fuoco och Davide Rigon.

#### Le Mans 24-timmars
Ilott debuterade i Le Mans 24-timmars under 2021 med Iron Lynx, där han körde nr. 80 Ferrari 488 GTE tillsammans med italienska förarna Matteo Cressoni och Rino Mastronardi. Ilott ersatte Andrea Piccini, då Piccini valde att ta ett steg tillbaka och fokusera på sin roll som teamchef för Iron Lynx. Han och teamet presterade fram ett podium med ett slutresultat på tredje plats i GTE Am-klassen och en 27:e plats totalt.

#### Intercontinental GT Challenge
Ilott deltog i den första rundan av Intercontinental GT Challenge 2021, Spa 24-timmars, med Iron Lynx Motorsport Lab i nr. 71 Ferrari 488 GT3. Racet tog dock slut tidigt, när nr. 71 var involverad i en krasch med 3 andra bilar under varv 10. I oktober meddelade Ferrari att de skulle delta i de resterande två rundorna, för att försöka vinna konstruktörsmästerskapet. Ilott, tillsammans med Antonio Fuoco och Alessio Rovera (senare ersatt av Davide Rigon), avslöjades som förarna för nr. 71 Ferrari vid Indianapolis 8-timmars, denna gång tävlande för AF Corse.

### 2024

#### FIA World Endurance Championship

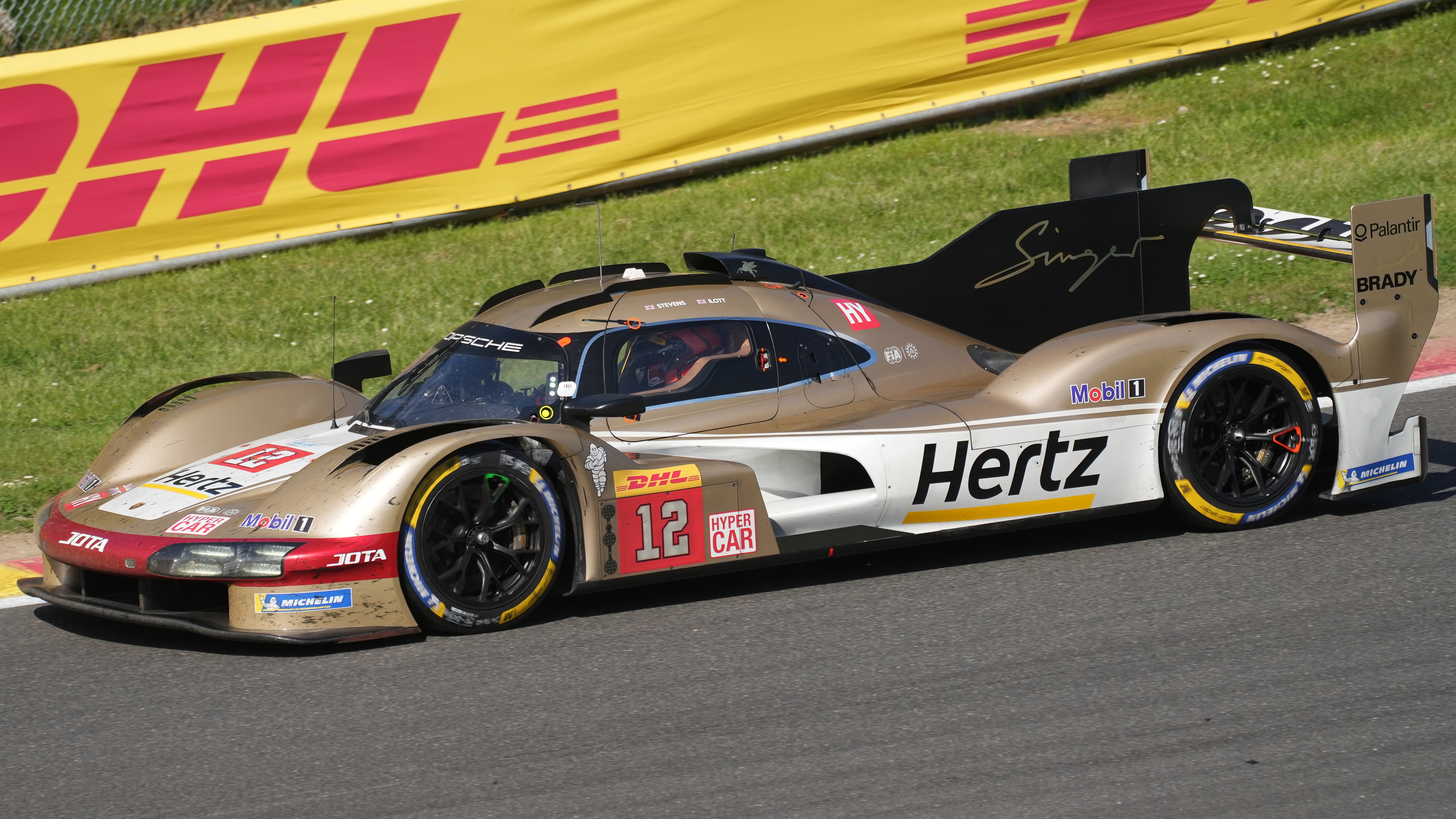
Ilott, Hertz Team Jota, Spa 6-timmars 2024.

Efter att inte säkrat ett heltidssäte i IndyCar inför 2024, efter sista minuten avhoppet från Juncos Hollinger Racing, flyttade Ilott till FIA World Endurance Championship. Ilott anslöt till Jota Sport, sponsrad av Tom Brady, nr. 12 med stallkamraterna Norman Nato och Will Stevens. Teamet fick sin första pallplats efter första racet i Qatar med en målgång på en andraplats. Två rundor senare vid Spa-Francorchamps fick Ilott, tillsammans med stallkamrat Will Stevens, sin första vinst i mästerskapet. Detta var även Jota Sports första vinst i hyperbilklassen. Säsongen har efter detta varit fylld av otur, bland annat en krasch i andra träningspasset under Le Mans 24-timmars, en till krasch under Sao Paulo 6-timmars och ett elfel med bilen 2 timmar in i racet vid Circuit of the Americas. Sista racet i Bahrain (8-timmars) slutade på en 13:e plats. Säsongen slutade på en förstaplats i hyperbilklassen med 183 poäng.
Ilott kommer lämna teamet efter säsongen efter att ha skrivit kontrakt med Prema för IndyCar 2025.